# Kristers Oplevelser
Kristers Oplevelser er en dansk tegneserie tegnet af Kristian Thougård Pedersen med tekst af Kristian Thougård Pedersen og Jakob Fredslund. Tegneseriens særkende er, at seriens hovedperson, Krister, udelukkende taler i palindromer, altså ord eller sætninger, der staves ens forfra og bagfra. Handling og omgivelser er hele tiden indrettet efter Kristers palindromiske replikker, frem for at være resultat af karakterernes handlinger.

## Historie
Indtil 2006 fandtes tegneserien i "Mads Føk", det lokale blad for studerende og ansatte på Matematik, Astronomi, Datalogi, Statistik, Fysik, Økonomi og Kemi på Naturvidenskabeligt Fakultet, Aarhus Universitet, samt på hjemmesiden palindromer.dk. I 2006 udkom det første album i papirformat under navnet Fuglen, Ak, Nu Kun Kanelguf. Serien kunne kun bestilles via hjemmesiden og blev sendt med post. Det samme gjaldt efterfølgeren fra 2008, Seks Nøgne Sirener i Seng Ønskes.
I 2009 blev et udvalg fra begge album udgivet på forlaget Politisk Revy, ligeledes med titlen "Seks Nøgne Sirener I Seng Ønskes" hvorefter de to første tegneserier ikke længere kunne anskaffes. De serier fra de oprindelige album, der ikke kom med i den trykte udgave fra Politisk Revy, kan dog fortsat nydes på hjemmesiden.
Dømt ud fra tegnerens signatur, stammer den ældste på hjemmesiden offentliggjorte Krister-tegneserie fra 1996. Krister-serierne, som forfatterne selv kalder dem, synes dog først at være lavet regelmæssigt fra 2000 og frem.

## Faste og bemærkelsesværdige figurer
Krister er hovedperson og optræder i langt de fleste af striberne. Enkelte gange glimrer han dog ved sit fravær, f.eks. i en serie, hvor man kun ser hans hustru tale i telefon med ham, og ud fra samtalen er det op til læseren at gætte, hvilke palindromer Krister siger. Seriens narrative udgangspunkt er, at Krister på et eller andet tidspunkt i løbet af en stribe skal sige mindst ét palindrom. Omgivelserne og handlingerne er derfor ikke dikteret af Kristers eller andre figurers handlinger, men figurerness handlinger og omgivelserne er derimod dikteret af Kristers replikker.
Angiveligt skulle Krister-figuren være bygget på en af forfatternes studiekammerater, som i tegnerens tegneserier "endte med altid at skulle tale i palindromer". Krister må altså have medvirket i andre tegneserier end den koncepttegneserie, han senere spiller hovedrollen i.
Kristers hustru har mange navne, eftersom hendes store interesse er at tage navneforandring. Krister blev meget interesseret i hende, da han overhørte hende fortælle en ven dette til en fest. Det er naturligvis altid en fordel for Krister at kunne benytte et vilkårligt pigenavn, når et palindrom skal færdiggøres. Således skifter Kristers hustru navn fra stribe til stribe, alt efter hvilket palindrom Krister har i ærmet. Hun er ofte den, der fører seriens regulære dialoger og handling i en sådan retning, at Krister senere kan ytre et passende palindrom.
Bjarne er Kristers fætter og er kendetegnet ved kun at anvende én vokal i sin tale, nemlig "e". Bjarne er kun med i en enkelt stribe, hvor Krister og dennes hustru besøger ham i hans nye hus. Til forskel fra versionen på hjemmesiden, har der i Politisk Revy-udgaven indsneget sig en lille faktaboks på det allerførste billede, hvori Bjarnes karakteristiske måde at tale på afsløres. Det var i den oprindelige version op til læseren selv at opdage Bjarnes særlige "talefejl".
Ligesom Krister er bygget på en virkelig person, synes det også at tilfældet med Bjarne, da tegneserien på hjemmesiden er sat op som en "Hilsen til Bjarne "E" Nørgaard."

## Stribernes længde og karakter
Krister-serierne består af tegneseriestriber af alle længder fra længere historier, der optager flere sider, og helt ned til størrelsen på en enkelt en-etages avisstribe – undertiden endda med kun ét billede. De første af én-etagesstriberne blev til i forbindelse med en tegneseriekonkurrence afholdt af Berlingske Tidende i 2006, og deres korthed er usædvanlig i forhold til de øvrige Krister-serier, der sjældent fylder mindre end en hel A4-side. Ikke desto mindre er der også siden blevet produceret et antal Krister-striber i dette format.
Blandt de lange striber kan man finde to fremtrædende typer. Den ene type består af en forhistorie, der kan strække sig over flere sider, hvor en række (ikke sjældent bizarre) hændelser og omgivelser giver stof til et langt palindrom, som Krister afslutningsvis leverer.
I en stribe fra Politisk Revy-udgaven møder vi således Krister i selskab med en fornem herre, der tituleres "Sir" og dennes anden hjælper Aksel. Aksel bærer på to bure med skader, der er i ynglesæsonen. Derfor skræpper de, hvilket de holder op med når man friserer dem. Selskabet er på vej ind på et område, hvis ejere med den noble herres ord er 'nogen (sic) ubehagelige typer' og hvor en sjælden stæreart lever. De unge, ikke fuldt flyvefærdige af denne art stære, støder ofte ind i træer, hvorefter de udstøder præcis det antal pip, som træstammen har årringe. De når frem til deres bestemmelsessted, en høj skrænt, hvorfra Krister fires ned i et reb. I det samme begynder skaderne at skræppe op igen, hvilket Aksel bliver så irriteret over, at han sætter sig op på herrens hest og rider bort. Krister opdager nu en af de unge stære flyve af sted og i det samme den støder ind i et træ, ankommer også områdets ejere, godt gale i skralden. Nu råber Herren ned til Krister, at Aksel er redet, hvortil Krister svarer: "Red Aksel? Jeg ser ejere, sir, få mig op! Senere ret adræt stær daterer en esp – og I må frisere jeres gejle skader!"
I den anden type glider Kristers palindromiske replikker med overraskende naturlighed ind i de øvrige karakterers dialoger. Til gengæld er disse palindromer sjældent særlig lange eller komplekse, men det lykkes ham alligevel at forklare kammeraterne på kollegiet, at han ofte går i Netto. "I Netto? Ja, mig! Om efteråret fem, og i maj otte-ni!"